# Talkududechour
Talkududechour es un pueblo ubicado en el distrito de Katmandú, provincia de Bagmati, Nepal.

## Superficie
Cuenta con una superficie de 11,9 kilómetros cuadrados.

## Demografía
Datos hasta 2015
- Población: 4628 habitantes.[1]
- Densidad de población: 389,5 habitantes por kilómetro cuadrado.[1]
- Población masculina: 2228 (48,1%).[1]
- Población femenina: 2400 (51,9%).[1]